# Katharina Reiling
Katharina Reiling (* 1984 in Tübingen) ist eine deutsche Rechtswissenschaftlerin und Hochschullehrerin an der Universität Konstanz.

## Leben und Wirken
Reiling legte 2003 am Markgrafen-Gymnasium Karlsruhe ihr Abitur ab. Anschließend studierte Rechtswissenschaften sie an der Universität Konstanz, wo sie 2009 ihr Erstes Juristisches Staatsexamen ablegte. Danach war sie als wissenschaftliche Mitarbeiterin am Konstanzer Lehrstuhl von Hans Christian Röhl tätig. Ab 2012 leistete sie ihr Rechtsreferendariat im Bereich des Oberlandesgerichts Karlsruhe ab und beendete dieses 2015 mit dem Zweiten Juristischen Staatsexamen. Im selben Jahr wurde sie von der Universität Konstanz mit der von Röhl betreuten verwaltungsrechtlichen Schrift Der Hybride: Administrative Wissensorganisation im privaten Bereich zur Dr. iur. promoviert. In der Folge war sie weiter am Lehrstuhl von Röhl tätig und widmete sich ihrer Habilitation.
Im Sommersemester vertrat Reiling an der Universität Hamburg den Lehrstuhl für Öffentliches Recht und Seerecht. 2022 wurde sie von der Universität Konstanz habilitiert und erhielt die Venia legendi für das Fach Öffentliches Recht unter Einbeziehung des internationalen Rechts. Ab 2022 hatte sie an der Universität Bonn einen Lehrstuhl für Öffentliches Recht inne. 2023 wechselte sie auf den Lehrstuhl für Öffentliches Recht, insbesondere Verwaltungsrecht, internationales Recht und maritimes Recht an die Universität Bremen. Im April 2025 kehrte sie zurück an ihre Alma Mater, wo sie seitdem den Lehrstuhl für Öffentliches Recht, insb. Verwaltungsrecht, internationales Recht und maritimes Recht innehat.

## Forschung und Lehre
Reilings Forschungsschwerpunkte liegen vor allem im nationalen und internationalen öffentlichen Seerecht, dem sich unter anderem ihre Habilitationsschrift widmet. Auch das Wasserrecht und das allgemeine internationale Verwaltungsrecht und insbesondere das Recht der internationalen verwaltungsrechtlichen Zusammenarbeit bilden einen Schwerpunkt ihrer Forschung. Zu diesem Gebiet ist sie Mitverfasserin der Kommentierungen der einschlägigen Normen in einem Kommentar zum Verwaltungsverfahrensgesetz.

## Publikationen (Auswahl)
- Der Hybride: Administrative Wissensorganisation im privaten Bereich. Mohr Siebeck, Tübingen 2016, ISBN 978-3-16-154145-2 (Dissertation).
- Seeverwaltungsrecht als internationales Verwaltungsrecht. Mohr Siebeck, Tübingen 2024, ISBN 978-3-16-162094-2 (Habilitationsschrift).